# Lamu (città)

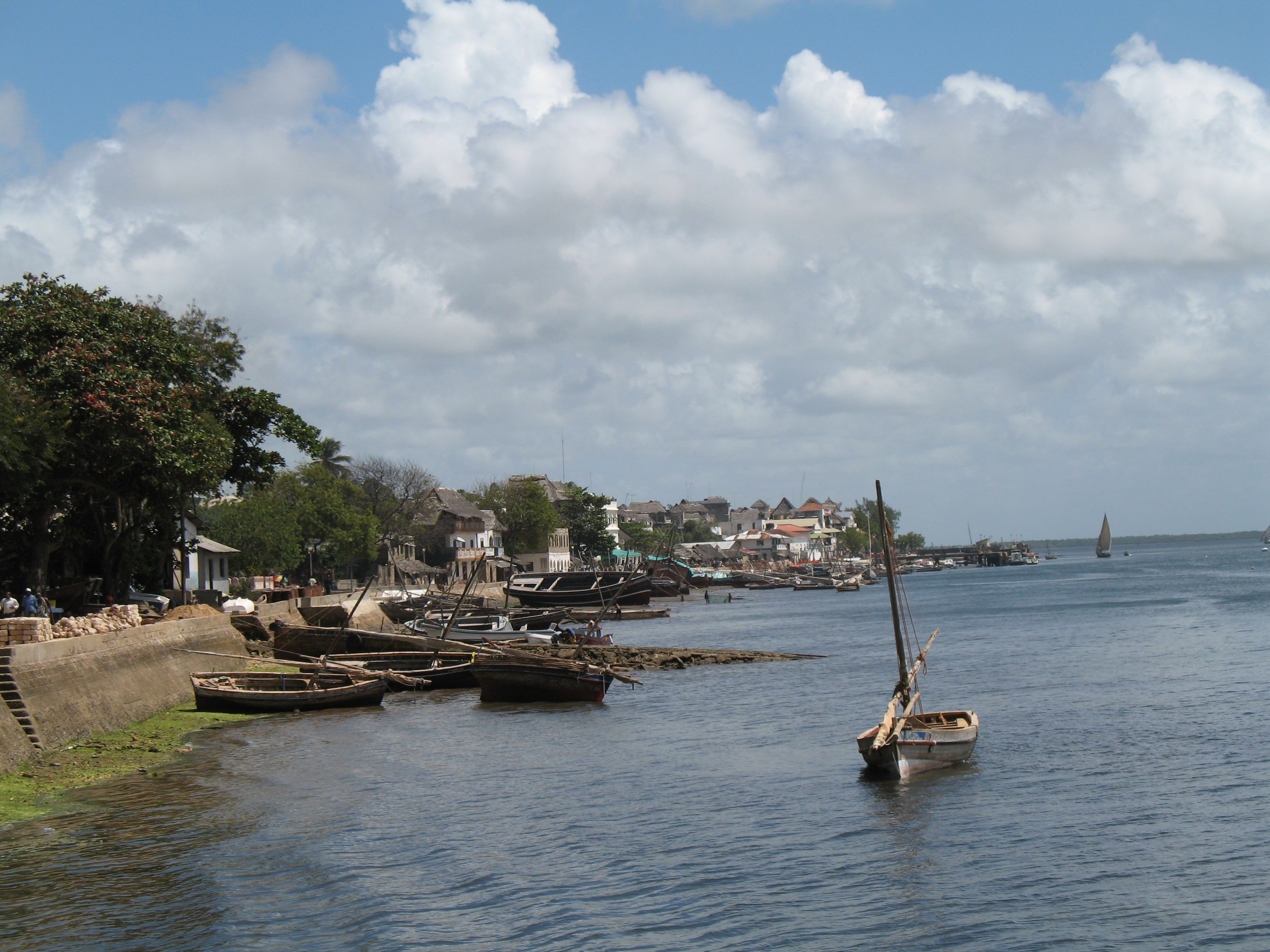
Panorama costiero di Lamu

Lamu è una città del Kenya, capoluogo dell'omonima contea; con 18 382 abitanti (dati del 2009), è il più popoloso centro abitato dell'isola di Lamu, appartenente all'omonimo arcipelago.
È stata dichiarata patrimonio dell'umanità dell'UNESCO.

## Storia
Lamu, la più antica città popolata del Kenya, fu uno dei primi insediamenti swahili sulla costa orientale dell'Africa. Il porto di Lamu esiste da almeno un millennio. La città venne citata per la prima volta dal viaggiatore arabo Abu-al-Mahasini, che incontrò un giudice di Lamu visitando La Mecca nel 1441. La storia cittadina fu segnata dall'invasione portoghese nel 1506; in seguito, nella seconda metà del XVII secolo, Lamu divenne un protettorato dell'Oman fino al 1812 (anno della battaglia di Sheila), quando l'Oman ne prese il controllo completo.
L'occupazione portoghese venne fatta al fine di guadagnare il controllo della tratta commerciale che conduceva all'Oceano Indiano. Per molto tempo il Portogallo mantenne il monopolio della navigazione della costa orientale africana ed impose tasse sui preesistenti canali commerciali. Nel 1580 Lamu guidò una ribellione contro i Portoghesi, ribellione fomentata dai turchi. Nel 1652 venne aiutata dall'Oman nel tentativo di cacciare i portoghesi. Gli anni che Lamu visse come protettorato dell'Oman sono da considerare una vera "età dell'oro". In questo periodo Lamu divenne il centro della poesia, della politica, delle arti, dell'artigianato e del commercio.

## Economia
L'economia di Lamu fu basata sul commercio degli schiavi fino all'abolizione del 1907. Gli altri beni esportati sono avorio, mangrovie, gusci di tartaruga e corni di rinoceronte che venivano spediti attraverso l'Oceano Indiano fino al medio oriente e all'India. Oltre all'abolizione della schiavitù, anche la costruzione della ferrovia dell'Uganda del 1901 contribuì significativamente a mettere in crisi l'economia di Lamu; il turismo ha gradualmente migliorato l'economia locale.

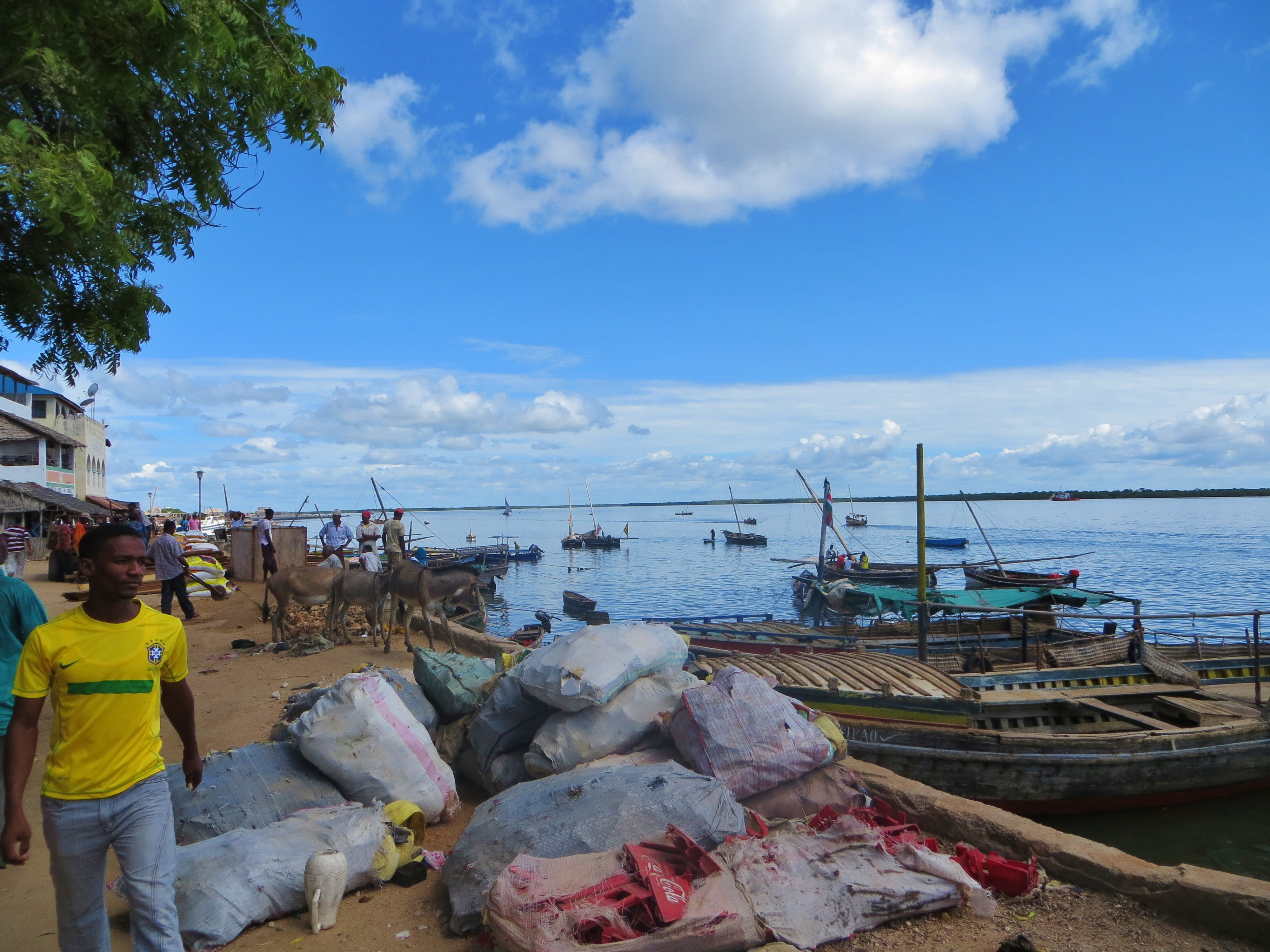
Scorcio costiero di Lamu.
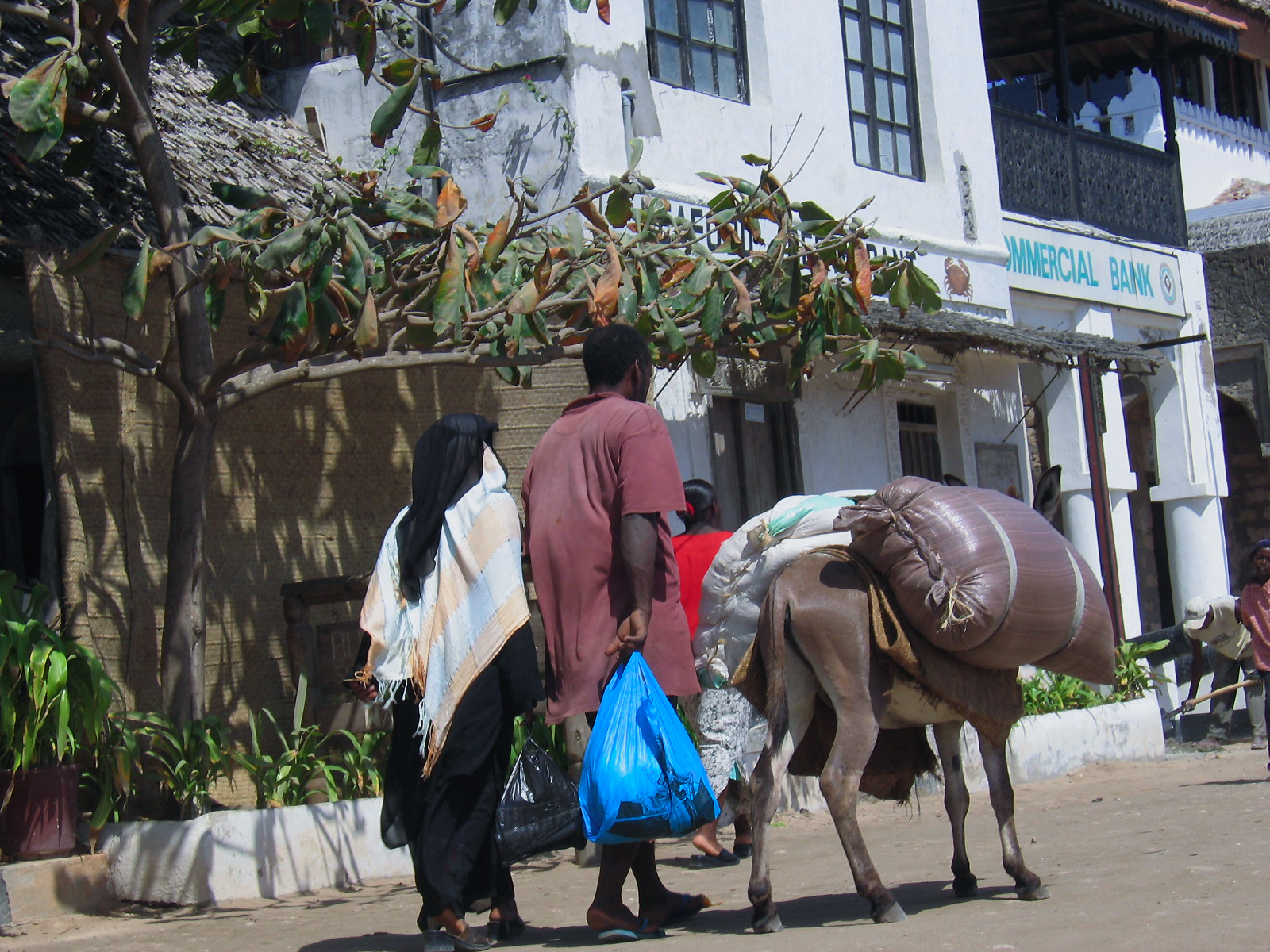
Una via della città:  gli asini sono il solo mezzo di trasporto.
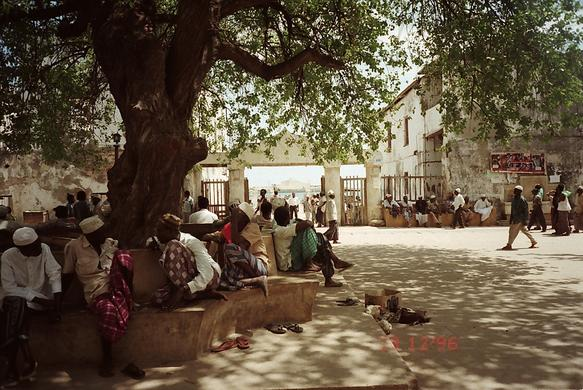
La piazza principale di Lamu, di fronte al forte (1996).
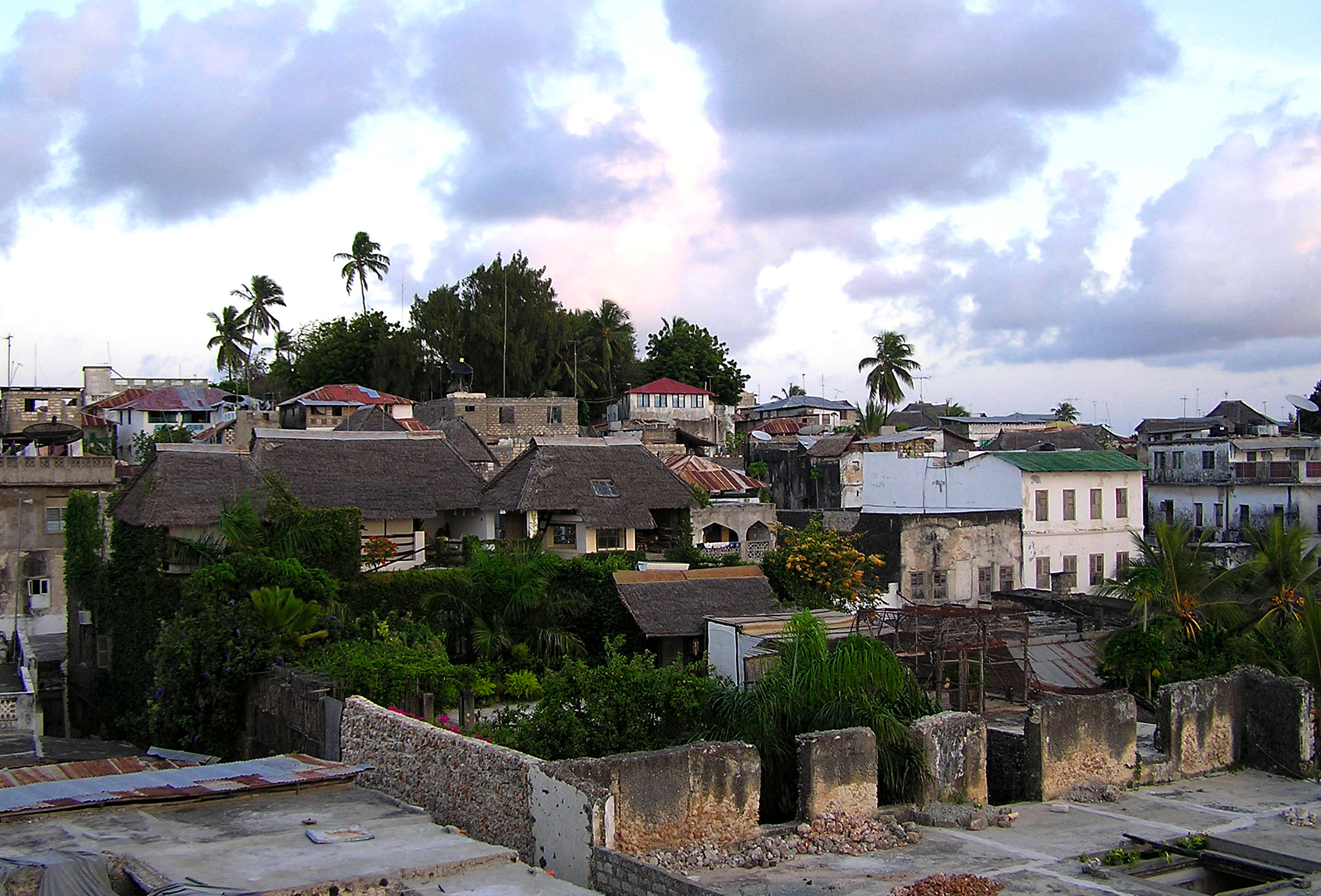
Vista dei tetti della città.

## Attrazioni
La città venne fondata nel XIV secolo e contiene ottimi esempi di architettura swahili. La città vecchia è iscritta tra i patrimoni dell'umanità quale "insediamento swahili più antico e meglio conservato dell'Africa orientale".
Una volta era un importante centro per la tratta degli schiavi e per questo motivo la popolazione è molto diversificata. Lamu si trovava sulla principale rotta araba e, come risultato, la popolazione è in maggior parte musulmana. A causa delle strade strette, le automobili non possono circolare; la città può essere visitata a piedi, in bici o sulla groppa di asini.

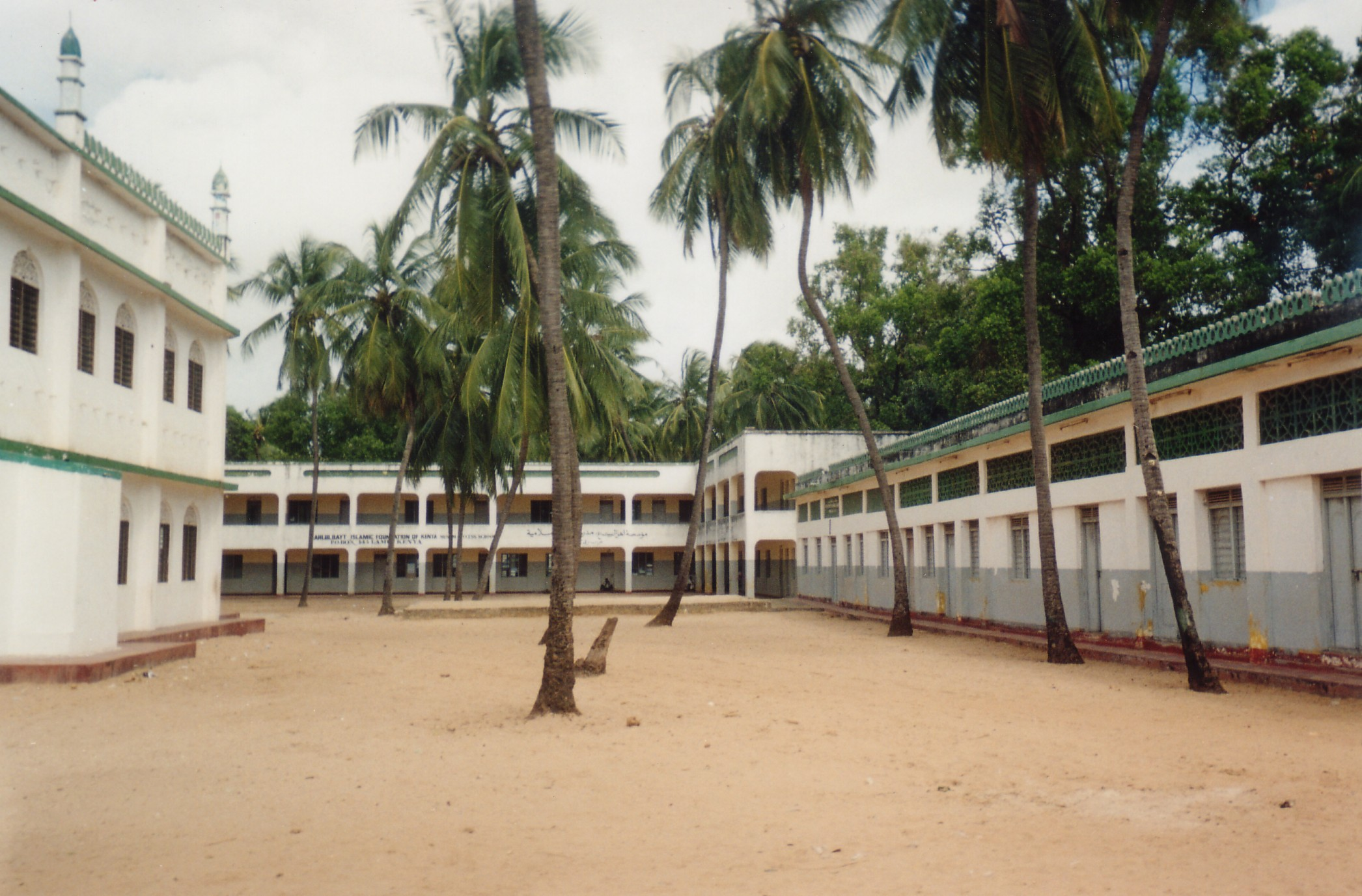
Moschea Riyadha

Esistono molti musei, tra cui il Lamu Museum, sede del corno cerimoniale cittadino; un altro museo è dedicato alla cultura swahili ed al servizio postale locale. Tra i principali edifici della città si ricordano:
- Forte di Lamu: Fumo Madi ibn Abi Bakr, sultano di Pate, ne iniziò la costruzione sulla costa, al fine di proteggere i membri del suo governo, tutt'altro che popolare. Morì nel 1809, prima ancora che venisse completato il primo piano.
- Moschea Mnarani
- Moschea Riyadha: Habib Salih, uno Sharīf con legami familiari in Hadramawt, Yemen, si insediò a Lamu nel 1880 e qui divenne un insegnante religioso molto rispettato. Habib Salih ebbe grande successo, raccogliendo molti studenti, e nel 1900, venne eretta la moschea Riyadha. Egli introdusse il Habshi Maulidi, con cui gli studenti cantano versi accompagnati da tamburi. Dopo la sua morte, avvenuta nel 1935, i suoi figli continuarono a gestire la Madrasa, che divenne uno dei più prestigiosi centri di studio islamico dell'Africa orientale. La moschea è sede del Maulidi Festival, organizzato ogni anno durante l'ultima settimana del mese natale del Profeta. Durante questo festival arrivano pellegrini dal Sudan, dal Congo, dall'Uganda, da Zanzibar e dalla Tanzania che, insieme agli abitanti del posto, cantano i versi di Maometto.

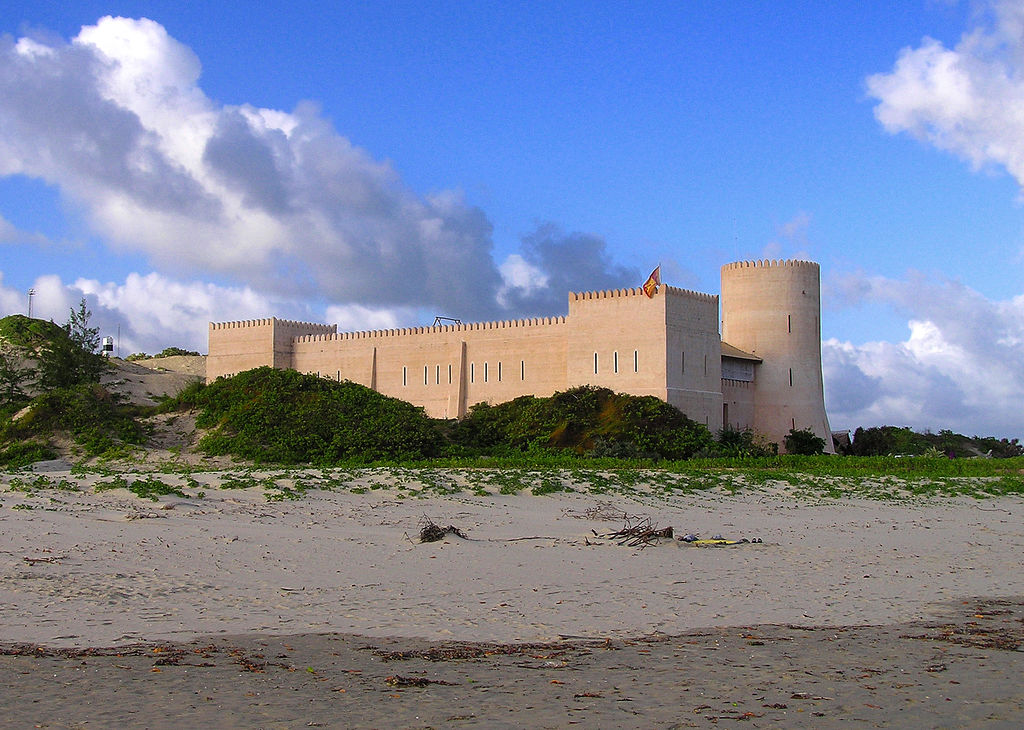
Il forte di Lamu
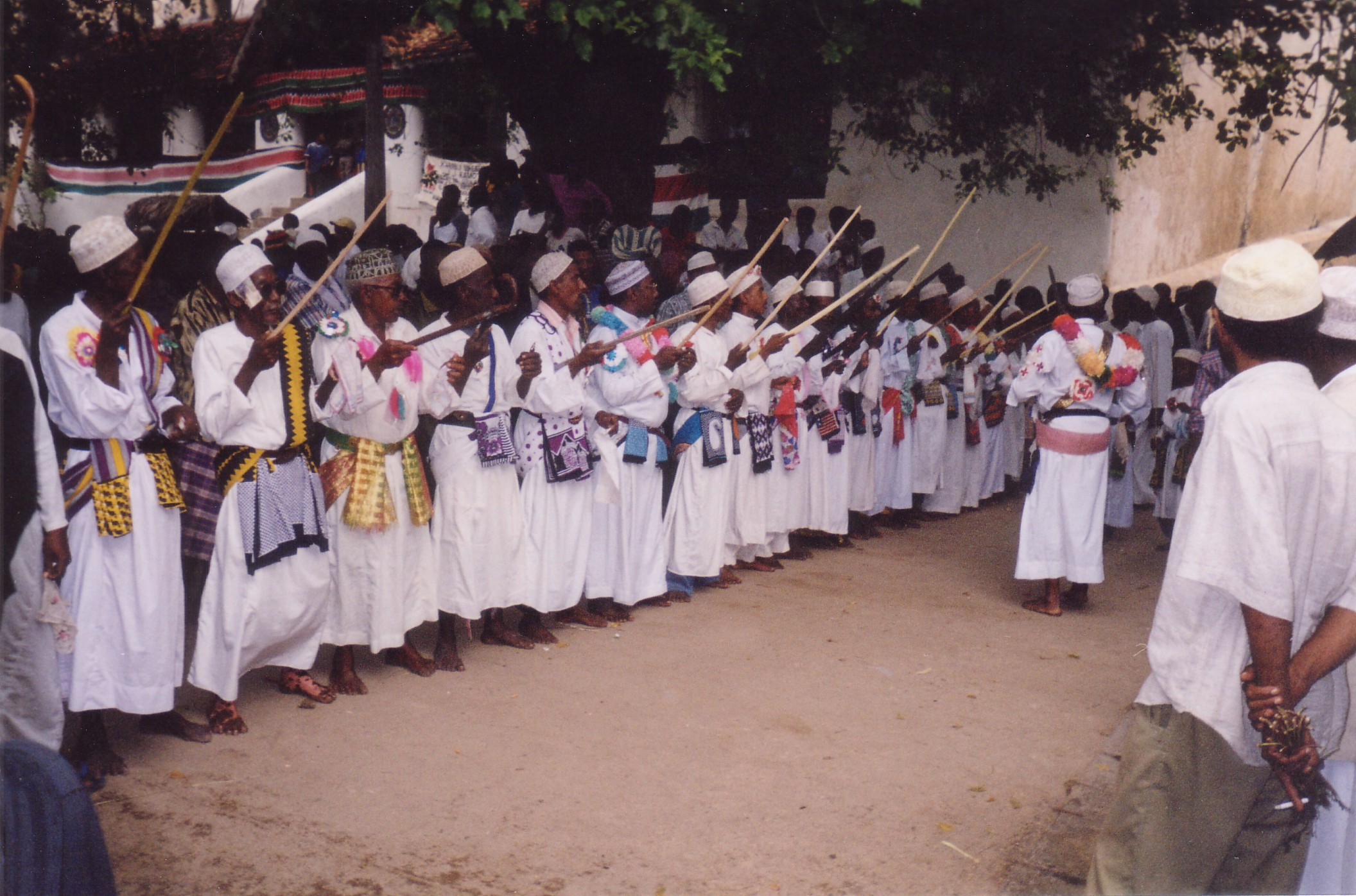
Parata politica nel luglio 2001
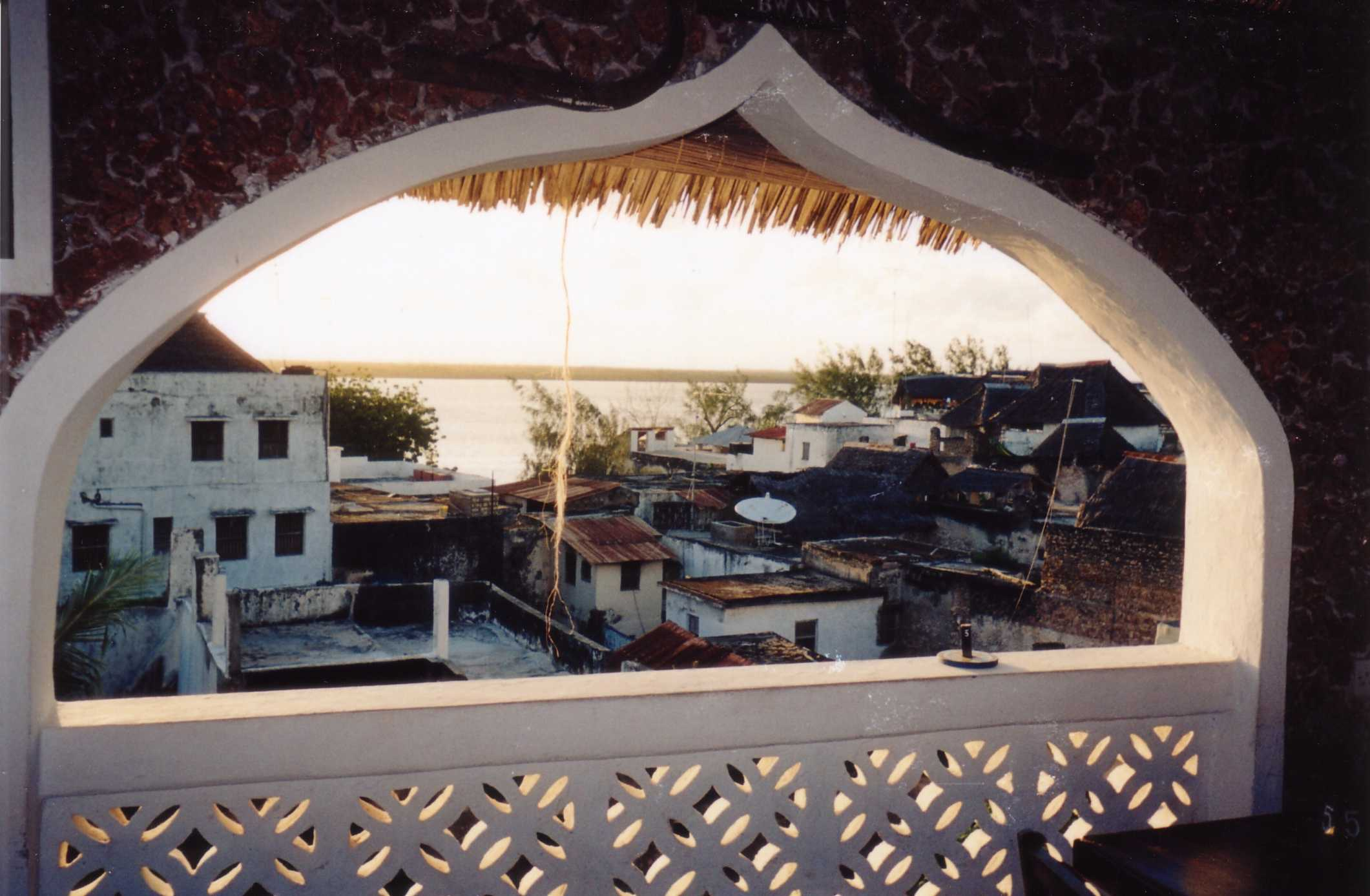
Vista dello Stone House Hotel Restaurant
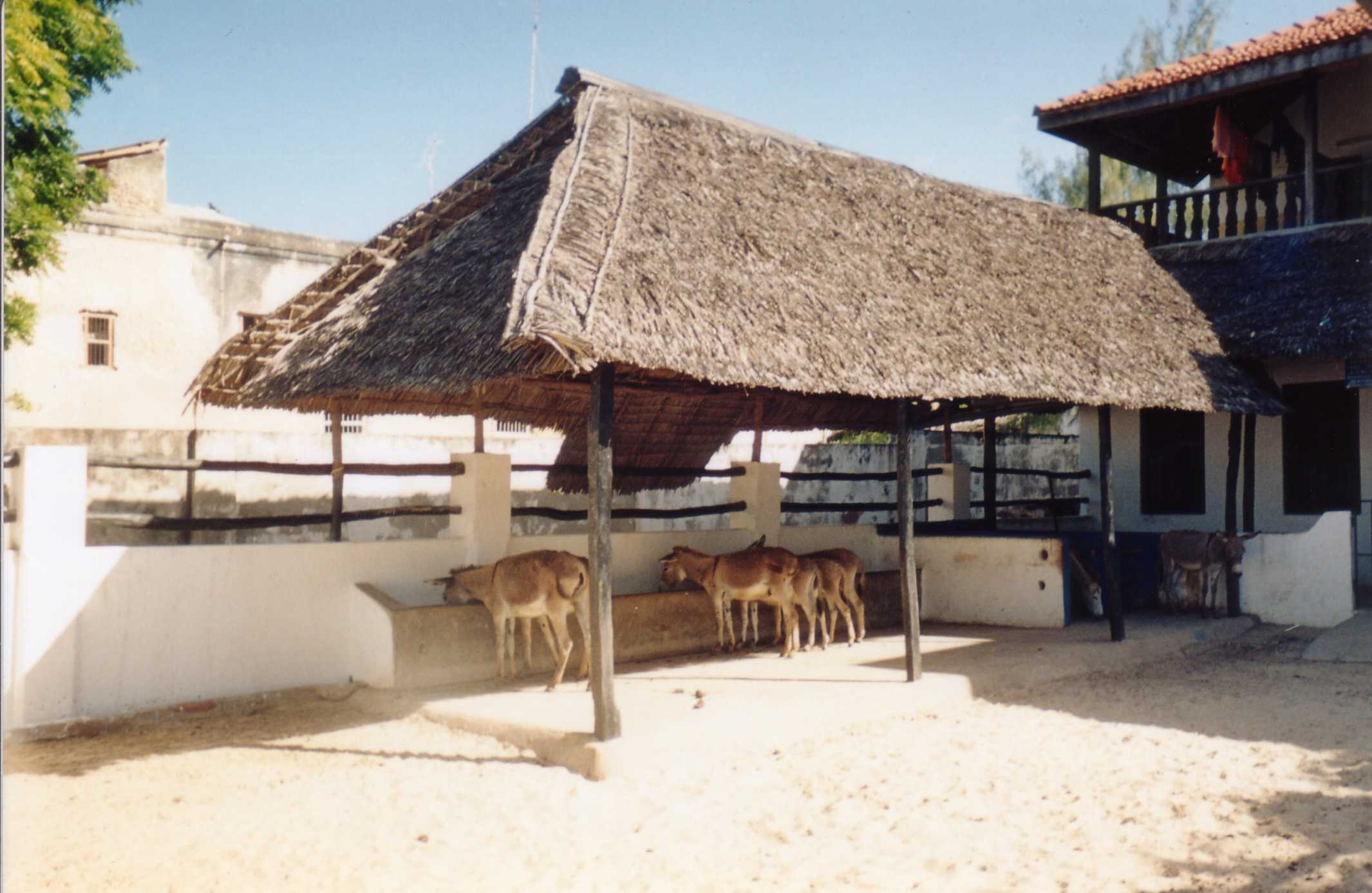
Rifugio per asini selvatici
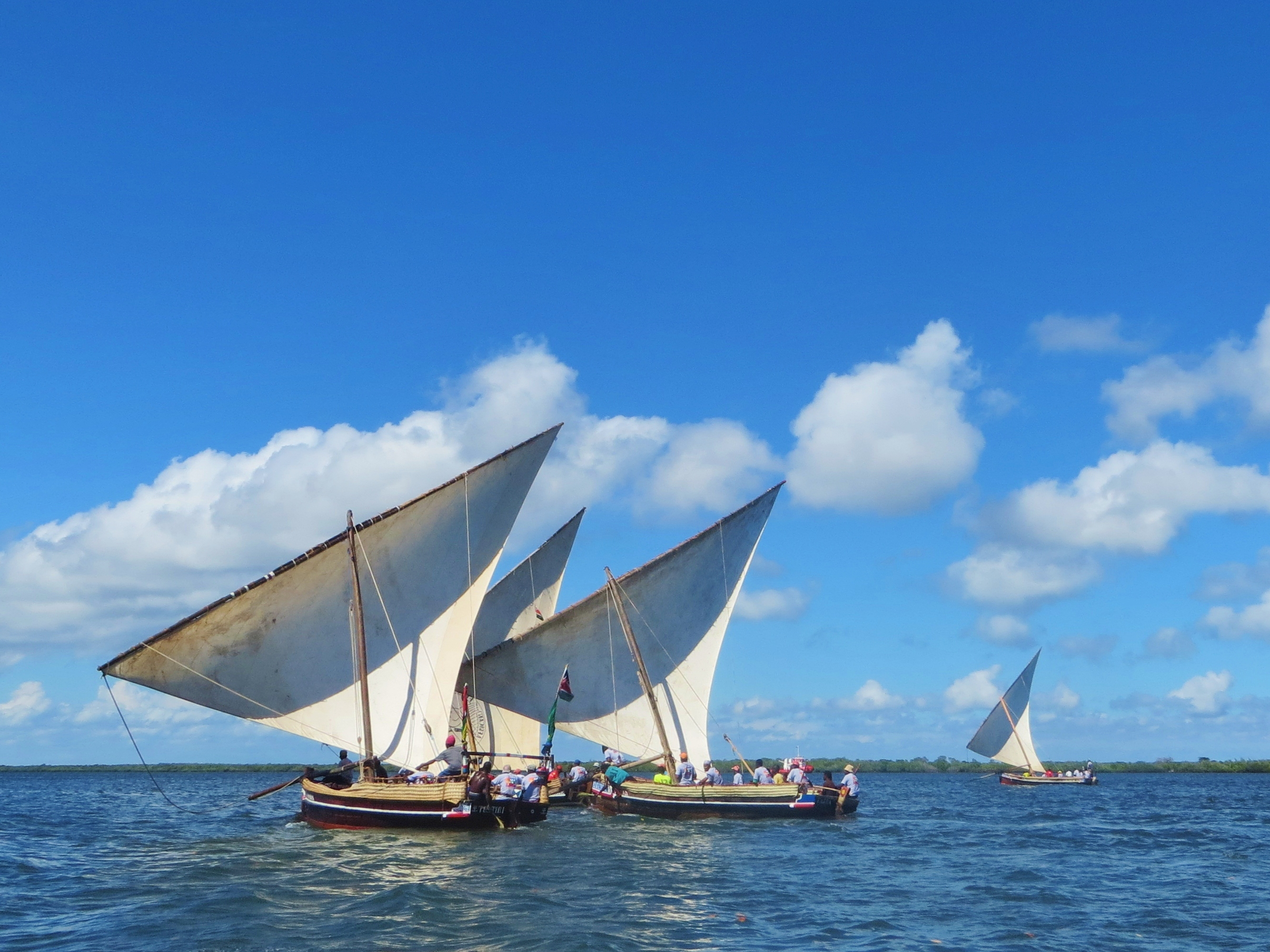
Corsa di sambuci al Mawlid.
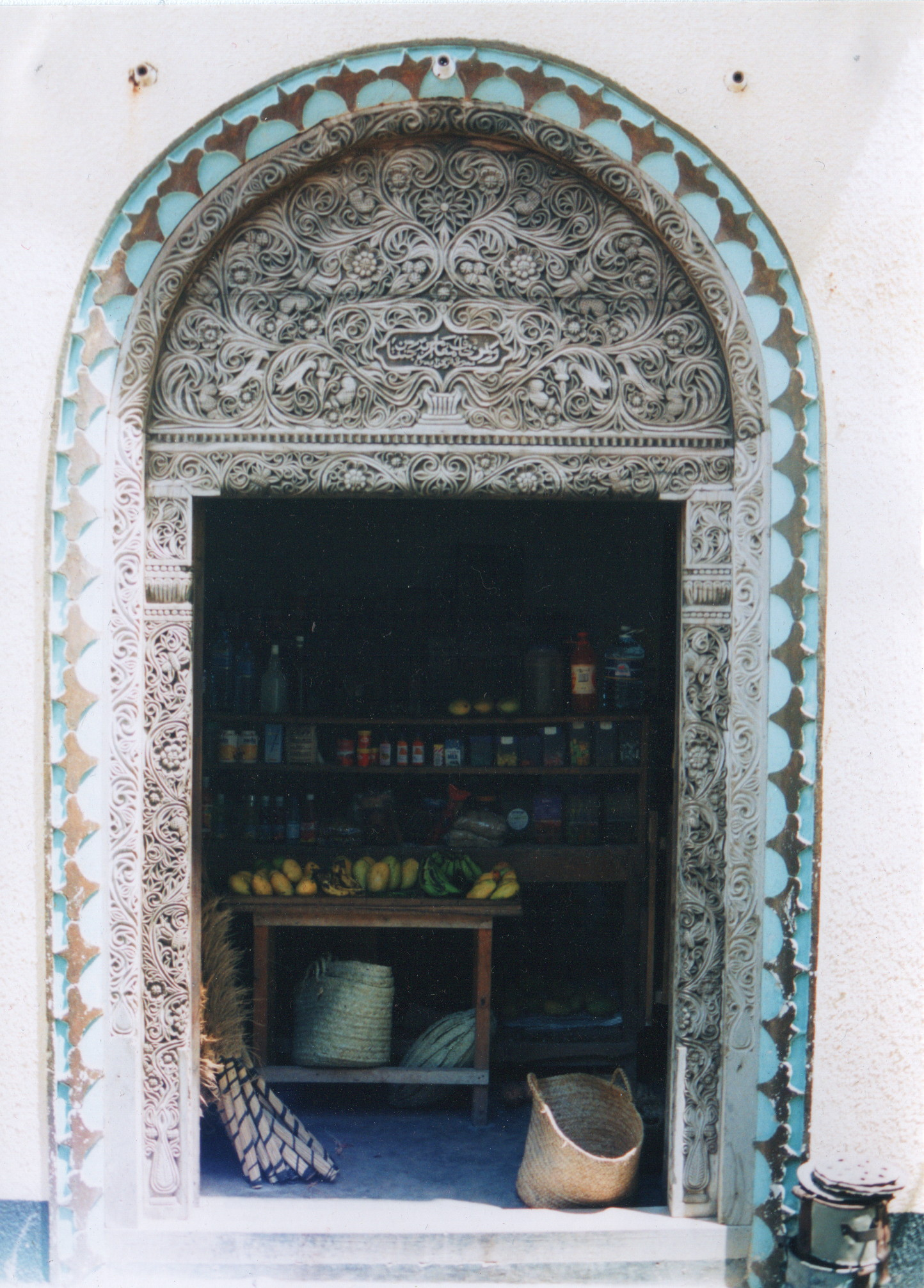
Porta tradizionale swahili